# Biblioteca John D. Rockefeller Jr.
La Biblioteca John D. Rockefeller Jr., apodada "the Rock", es la biblioteca principal de enseñanza e investigación de humanidades, ciencias sociales y bellas artes en la Universidad Brown en la ciudad de Providence, la más grande del estado de Rhode Island (Estados Unidos). Es una de las cinco bibliotecas individuales que componen la Biblioteca de la Universidad de Brown.
La biblioteca lleva el nombre de John D. Rockefeller Jr., quien se graduó en la clase de 1897. El edificio fue construido entre 1962 y 1964 y diseñado por Danforth Toan. El edificio llamó la atención como el primer edificio en el área construido en estilo brutalista, y junto a la Biblioteca de Ciencias, el Centro de Graduados y el Edificio List Art, es uno de los cuatro ejemplos significativos de arquitectura brutalista del campus.
La biblioteca alberga la Colección de Asia Oriental de la Universidad de Brown, que comenzó en 1961 después de que Charles Sidney Gardner donara unos 30 000 volúmenes, la mayoría de ellos chinos. En 1965, una subvención federal condujo al establecimiento formal del Centro de Idiomas y Área de Asia Oriental, que desde entonces se ha convertido en el Departamento de Estudios de Asia Oriental. La Universidad comenzó a adquirir obras japonesas después de recibir una subvención en 1980. La colección en sí ahora incluye una colección coreana.
Las renovaciones más recientes del "Rock" incluyen la creación de la Sala de Lectura David y Laura Finn (2009), el Laboratorio de Becas Digitales Patrick Ma (2012) y la sala de lectura del piso principal (2014).
La biblioteca John D. Rockefeller Jr. no debe confundirse con la Biblioteca de la Universidad de Cambridge en la Universidad de Cambridge, que se construyó con fondos de John D. Rockefeller y se conoce coloquialmente como la Biblioteca Rockefeller. 